# エルナン・ディアス
エルナン・エドガルド・ディアス（西: Hernán Edgardo Díaz、1965年2月26日 - ）は、アルゼンチン・サンタフェ州出身の元サッカー選手。元アルゼンチン代表。長年CAリーベル・プレートでプレー、選手時代はディフェンダーの右サイドバックのポジションを務めていた。

## 経歴
1985年アルゼンチンのロサリオ・セントラルでプロキャリアをスタートさせ、1989年から1999年、2000年から2001年にはCAリーベル・プレートでプレー、数回のリーグ優勝、1996年にはコパ・リベルタドーレス、1997年スーペルコパ・スダメリカーナ、などのタイトル獲得に貢献した
。
アルゼンチン代表ではコパ・アメリカ1987、コパ・アメリカ1989のメンバーに選出された他、1988年のオリンピックにも出場。1994 FIFAワールドカップの大会のメンバーに選出され、2試合に出場した。ダニエル・パサレラ代表監督就任後も1998 FIFAワールドカップの直前まで代表に選出されていたが、1998 FIFAワールドカップのメンバーからは外れた。

## その他
- 1996年のJリーグ開幕前に当時ジュビロ磐田のハンス・オフト監督が獲得を希望し、ジュビロがリーベル・プレートと交渉、1度は獲得に向けて大筋では合意したが、その後移籍金など細部の交渉がまとまらず[3]、ジュビロ移籍は無くなった。

## 代表歴

### 出場大会
- アルゼンチン代表
  - 1994 FIFAワールドカップ 2試合(ベスト16)

### 試合数
- 国際Aマッチ 27試合 3得点（1987年-1998年）[4]

| アルゼンチン代表 | 国際Aマッチ | 国際Aマッチ |
| 年               | 出場        | 得点        |
| ---------------- | ----------- | ----------- |
| 1987             | 4           | 0           |
| 1988             | 6           | 2           |
| 1989             | 5           | 0           |
| 1990             | 0           | 0           |
| 1991             | 0           | 0           |
| 1992             | 0           | 0           |
| 1993             | 1           | 1           |
| 1994             | 4           | 0           |
| 1995             | 1           | 0           |
| 1996             | 1           | 0           |
| 1997             | 4           | 0           |
| 1998             | 1           | 0           |
| 通算             | 27          | 3           |